# Mivazerol
Mivazerol je alfa-adrenergički agonist.